# Arytera littoralis
Arytera littoralis là một loài thực vật thuộc họ Sapindaceae. Loài này có ở Malaysia và Singapore.